# Teresa Medina Navascués
Teresa Medina Navascués, conocida como Tere Medina fue novelista, poeta y dramaturga. Pertenece al grupo de poetas del exilio menor mexicano.

## Biografía
Teresa Medina vivió los primeros años de su vida en España. La guerra civil española y la posterior dictadura franquista la obligaron, junto a su familia, a buscar refugio en México,  Este exilio iniciado en julio de 1939 a bordo del Mexique marcó profundamente su vida y su obra literaria, convirtiéndose en un tema recurrente en sus escritos. Trabajó en México como peluquera, dependienta, modista, redactora y directora de publicidad.
En México, se integró en un ambiente intelectual, donde conoció a otros exiliados españoles como Octavio Paz, Max Aub o León Felipe. Su obra literaria abarca diversos géneros, destacando especialmente su poesía, pero también incursionó en la novela y el teatro.

## Obras
- Memorias del exilio (2007)
- Sobre mis escombros (2006).
- Las dos Españas (Intrahistoria de Antonio Machado)
- Rimas eróticas